# Кубок світу з біатлону 2010—2011 — етап 2
Другий етап Кубка світу з біатлону 2010-11 відбувся в Гохфільцені, Австрія з 10 грудня по 12 грудня 2010.

## Розклад гонок
Передбачено шість гонок
| Дата      | Час       | Гонка                            |
| --------- | --------- | -------------------------------- |
| 10 грудня | 11:30 CET | Спринт 10 км, чоловіки           |
| 10 грудня | 14:30 CET | Спринт 7,5 км, жінки             |
| 11 грудня | 10:45 CET | Переслідування 12,5 км, чоловіки |
| 11 грудня | 14:15 CET | Естафета 4 x 6 км, жінки         |
| 12 грудня | 11:00 CET | Естафета 4 x 7,5 км, чоловіки    |
| 12 грудня | 14:15 CET | Переслідування 10 км, жінки      |

## Переможці й призери

### Чоловіки
| Гонка:                                                                         | Золото:                                                                    | Час                                                       | Срібло:                                                                     | Час                                                       | Бронза:                                                      | Час                                                       |
| Спринт 10 км Протокол [Архівовано 13 грудня 2010 у Wayback Machine.]           | Тар'єй Бо Норвегія                                                         | 28:17.6 (0+0)                                             | Сергій Седнєв Україна                                                       | 28:45.1 (0+1)                                             | Алексі Беф Франція                                           | 28:50.9 (0+1)                                             |
| Переслідування 12,5 км Протокол [Архівовано 14 грудня 2010 у Wayback Machine.] | Тар'єй Бо Норвегія                                                         | 36:32.4 (0+0+0+1)                                         | Сімон Едер Австрія                                                          | 37:11.1 (0+0+0+0)                                         | Іван Черезов Росія                                           | 37:12.4 (1+0+0+1)                                         |
| Естафета 4 x 7.5 км Протокол [Архівовано 16 грудня 2010 у Wayback Machine.]    | Норвегія Александер Ус Уле-Ейнар Б'єрндален Еміль Хегле Свендсен Тар'єй Бо | 1:29:38.2 (1+3) (0+1) (0+0) (0+0) (0+0) (0+1) (0+2) (0+0) | Австрія Даніель Мезотіч Тобіас Ебергард Крістоф Зуманн Домінік Ландертінгер | 1:30:31.3 (0+1) (0+1) (0+0) (0+1) (0+0) (0+0) (0+0) (0+1) | Франція Венсан Же Жан-Гійом Беатрікс Лоїс Абер Мартен Фуркад | 1:33:07.0 (0+0) (0+1) (0+1) (0+0) (0+1) (1+3) (1+3) (0+0) |

### Жінки
| Гонка:                                                                       | Золото:                                                                  | Час                                                       | Срібло:                                                                | Час                                                       | Бронза:                                                                | Час                                           |
| Спринт 7,5 км                                                                | Анастасія Кузьміна Словаччина                                            | 25:30.6 (0+0)                                             | Дарія Домрачова Білорусь                                               | 25:50.4 (0+1)                                             | Кайса Мякяряйнен Фінляндія                                             | 25:54.4 (0+1)                                 |
| Естафета 4 x 6 км Протокол [Архівовано 14 грудня 2010 у Wayback Machine.]    | Німеччина Катрін Гітцер Маґдалена Нойнер Сабріна Бухгольц Андреа Генкель | 1:16:22.5 (0+1) (0+2) (0+0) (0+1) (0+1) (0+2) (0+1) (0+1) | Україна Оксана Хвостенко Олена Підгрушна Віта Семеренко Валя Семеренко | 1:17:21.6 (0+2) (0+2) (0+1) (0+0) (0+0) (0+0) (0+1) (0+2) | Норвегія Сіннове Солемдаль Анн Крістін Флатланд Фанні Горн Тура Бергер | 1:17:30.9 (0+1) (0+2) (0+3) (0+0) (0+0) (0+0) |
| Переслідування 10 км Протокол [Архівовано 15 грудня 2010 у Wayback Machine.] | Гелена Екгольм Швеція                                                    | 35:17.8 (0+1+0+0)                                         | Кайса Мякяряйнен Фінляндія                                             | 35:49.8 (0+0+0+2)                                         | Дарія Домрачова Білорусь                                               | 36:04.1 (0+0+1+2)                             |

## Досягнення
Найкращий результат у кар'єрі
| - Тар'єй Бо (NOR), 1 в спринті - Красимир Анев (BUL), 12 в спринті - Матей Казарj Kazar (SVK), 21 в спринті - Олександр Батюк (UKR), 37 в спринті - Мартин Отченаш (SVK), 53 в спринті - Натан Сміт (CAN), 48 в переслідуванні | - Сара Студебейкер (USA), 26 в спринті - Фанні Горн (NOR), 30 в спринті - Моніка Гойніш (POL), 33 в спринті - Тан Цзялінь (CHN), 40 в спринті, 35 в переслідуванні - Лумініта Піскоран (ROU), 61 в спринті - Романа Шремпф (AUT), 63 в спринті - Жанна Юскане (LAT), 64 в спринті - Яна Герекова (SVK), 21 в переслідуванні - Настасія Дуборєзова (BLR), 49 в переслідуванні |

Перша гонка
| - Володимир Аленішко (BLR), 79 в спринті - Звонімір Тадеєвич (CRO), 102 в спринті | - Сюй Інхуей (CHN), 54 в спринті - Настасія Дуборєзова (BLR), 55 в спринті - Ірина Нафранович (BLR), 96 в спринті |